# Daida Ruano
Daida Ruano Moreno es una windsurfista española varias veces campeona del mundo.

## Trayectoria
Es originaria de la localidad de Pozo Izquierdo, en Gran Canaria (España).
Ha sido 18 veces campeona del mundo de windsurfing sobre olas y fue la primera mujer en la historia del windsurfing profesional que tomó parte de una competición dentro del cuadro de eliminatorias masculino (en la Copa del Mundo de Gran Canaria). 
Ha sido propuesta recientemente, junto con su hermana, Iballa Ruano, otra reconocida windsurfista, para recibir el Premio Nacional de Deportes que otorga anualmente el Consejo Superior de Deportes.

## Palmarés
- Campeona del mundo de la Professional Windsurfers Association (PWA) absoluta: 2000
- Campeona del mundo de la Professional Windsurfers Association (PWA) en modalidad con olas (Wave): 2000, 2001, 2002, 2003, 2004, 2005, 2008, 2009, 2010 y 2011
- Campeona del mundo de la Professional Windsurfers Association (PWA) en modalidad Freestyle: 2003, 2004, 2005, 2006, y 2007
- Campeona del mundo de la Professional Windsurfers Association (PWA) en modalidad SuperX: 2007